# Memia Benna
Memia Benna là một chính trị gia Tunisia. Cô phục vụ như là Bộ trưởng Môi trường dưới thời Thủ tướng Hamadi Jebali.

## Tiểu sử
Memia Benna sinh năm 1966 tại Tunis.
Cô làm trợ lý giáo sư tại Bizerte, và sau đó là tổng thư ký của Viện Khoa học và Công nghệ Môi trường cao cấp ở Borj Cedria.
Vào ngày 20 tháng 12 năm 2011, cô gia nhập Nội các Jebali với tư cách là Bộ trưởng Môi trường.